# رابرت هیوستون (بازیگر)
رابرت هیوستون (انگلیسی: Robert Houston؛ زادهٔ ۳۰ نوامبر ۱۹۵۵) بازیگر و فیلمساز آمریکایی از کالیفرنیا است. هیوستون در ابتدا برای نقش بابی در فیلم کالت ترسناک وس کریون، تپه‌ها چشم دارند، شناخته شد.

## گزیده فیلم‌شناسی
- تپه‌ها چشم دارند (۱۹۷۷)
- شوگون قاتل (۱۹۸۰) - کارگردان، نویسنده
- تپه‌ها چشم دارند قسمت دوم (۱۹۸۵)